# Liste des sites Ramsar au Venezuela
Cet article recense les zones humides du Venezuela concernées par la convention de Ramsar.

## Statistiques
La convention de Ramsar est entrée en vigueur au Venezuela le 23 novembre 1988.
En janvier 2020, le pays compte 5 sites Ramsar, couvrant une superficie de 2 656,68 km2.

## Liste
| Site                                     | État/District           | Notes | Date             | Superficie (km²) | Altitude (m) | Identifiant Ramsar | Identifiant WDPA | Coordonnées                         | Photo |
| ---------------------------------------- | ----------------------- | ----- | ---------------- | ---------------- | ------------ | ------------------ | ---------------- | ----------------------------------- | ----- |
| Refuge faunique de Cuare (es)            | Falcón                  |       | 23 novembre 1988 | 120,00           | 0 - 282      | 414                | 68319            | 10° 55′ 01″ nord, 68° 19′ 59″ ouest |       |
| Parc national Archipiélago de Los Roques | District de la capitale |       | 4 septembre 1996 | 2 132,20         | 0 - 124      | 856                | 145555           | 11° 49′ 59″ nord, 66° 45′ 00″ ouest |       |
| Laguna de La Restinga (es)               | Nueva Esparta           |       | 4 septembre 1996 | 52,48            | 0 - 130      | 857                | 145557           | 11° 01′ 59″ nord, 64° 09′ 00″ ouest |       |
| Laguna de Tacarigua (es)                 | Miranda                 |       | 4 septembre 1996 | 92,00            | 0 - 40       | 858                | 145558           | 10° 12′ 00″ nord, 65° 55′ 59″ ouest |       |
| Marais de Los Olivitos (es)              | Zulia                   |       | 4 septembre 1996 | 260,00           | 0 - 1        | 859                | 145556           | 10° 55′ 01″ nord, 71° 25′ 59″ ouest |       |